# Jelena Gajić
Jelena Gajić (* 6. November 1997) ist eine bosnische Leichtathletin, die sich auf den Mittelstreckenlauf spezialisiert hat, aber auch im Sprint an den Start geht.

## Sportliche Laufbahn
Erste internationale Erfahrungen sammelte Jelena Gajić im Jahr 2016, als sie bei den Balkan-Meisterschaften in Pitești im 800-Meter-Lauf in 2:12,31 min den achten Platz belegte und über 1500 Meter in 4:31,75 min auf Rang fünf landete. Im Jahr darauf wurde sie bei den Balkan-Hallenmeisterschaften in Belgrad in 4:47,96 min Sechste über 1500 Meter und bei den Freiluftmeisterschaften in Novi Pazar klassierte sie sich mit 2:13,53 min auf Rang sechs über 800 Meter. 2018 wurde sie bei den Balkan-Hallenmeisterschaften in Istanbul in 2:12,17 min Vierte im B-Lauf über 800 Meter und bei den Freiluftmeisterschaften in Stara Sagora erreichte sie nach 2:12,53 min Rang sieben. Im Jahr darauf belegte sie bei den U23-Mittelmeer-Hallenmeisterschaften in Miramas in 2:13,27 min den fünften Platz und anschließend erreichte sie bei den Balkan-Hallenmeisterschaften in Istanbul in 2:08,59 min Rang vier. Im Juli schied sie bei den U23-Europameisterschaften im schwedischen Gävle mit 2:09,52 min in der ersten Runde aus und anschließend gewann sie bei den Balkan-Meisterschaften in Prawez in 2:07,61 min die Silbermedaille. 2020 wurde sie bei den Balkan-Hallenmeisterschaften in Istanbul in 2:17,98 min Sechste im B-Lauf und bei den Freiluftmeisterschaften in Cluj-Napoca gelangte sie mit 2:07,42 min auf Rang vier. Im Jahr darauf belegte sie bei den Balkan-Hallenmeisterschaften in 2:08,36 min den sechsten Platz. Zuvor stellte sie in Belgrad mit 55,91 s und 2:06,66 min neue Landesrekorde über 400 und 800 Meter in der Halle auf. 2022 gelangte sie bei den Balkan-Meisterschaften in Craiova mit 2:06,01 min auf den sechsten Platz über 800 Meter.
2023 wurde sie bei der 3. Liga der Team-Europameisterschaft im Rahmen der Europaspiele in Chorzów in 57,94 s Siebte über 400 Meter und gelangte mit 2:11,07 min auf Rang sechs über 800 Meter. Zudem belegte sie mit der Mixed-Staffel über 4-mal 400 Meter in 3:30,74 min den fünften Platz. Anschließend kam sie bei den Balkan-Meisterschaften in Kraljevo über 800 Meter nicht ins Ziel. Im Jahr darauf wurde sie bei den Balkan-Meisterschaften in Izmir in 2:05,15 min Neunte.
In den Jahren von 2018 bis 2023 wurde Gajić bosnische Meisterin im 800-Meter-Lauf sowie von 2019 bis 2021 und 2023 auch im 400-Meter-Lauf. Zudem siegte sie 2017 über 1500 Meter.

## Persönliche Bestleistungen
- 400 Meter: 55,89 s, 7. Oktober 2020 in Zenica
  - 400 Meter (Halle): 55,91 s, 24. Februar 2021 in Belgrad (bosnischer Rekord)
- 800 Meter: 2:04,51 min, 17. Mai 2024 in Limassol
  - 800 Meter (Halle): 2:06,66 min, 7. Februar 2021 in Belgrad (bosnischer Rekord)
- 1500 Meter: 4:31,75 min, 26. Juni 2016 in Pitești
  - 1500 Meter (Halle): 4:47,96 min, 25. Februar 2017 in Belgrad